# Trommsdorffia ciliata
Trommsdorffia ciliata là một loài thực vật có hoa trong họ Cúc. Loài này được (Thunb.) Soják miêu tả khoa học đầu tiên năm 1972.